# Biszkek I
Biszkek I - stacja kolejowa w Biszkeku, położona pięć kilometrów na zachód od stacji Biszkek II. Znajdują się tu 2 perony. 

## Połączenia
- Nowokuźnieck
- Szu